# エアリービーチ
エアリービーチ（Airlie Beach、アーリービーチ）は、クイーンズランド州北部のウィットサンデー・リージョンにある町。マッカイの北150km に位置している。
グレートバリアリーフ観光の拠点となるリゾート地で、クルーズ船の停泊も多い。